# Gymnasium Vegesack
Das Gymnasium Vegesack ist ein Gymnasium im Bremer Stadtteil Vegesack mit den Jahrgangsstufen 5 bis 12 im verkürzten gymnasialen Bildungsgang (G8). Es entstand 1977 aus der Auflösung des Gerhard-Rohlfs-Gymnasiums. Das Gymnasium Vegesack hat sich dabei, sowohl in der Mittelstufe, als auch in der Oberstufe, auf den Luft- und Raumfahrt-Zweig spezialisiert.

## Schulbeschreibung

### Schulprogramm
2007 wurde ein Schulprogramm vorgelegt zu den Leitbildern und den Leitsätzen der Schule, den Arbeitsschwerpunkten und Zielen, dem Arbeitsprogrammen, der Fortbildung und der Evaluation. Projektunterricht, Gruppenarbeit, fächerübergreifendes und selbst organisiertes Lernen sind die Arbeitsformen der Schule. Die Sprachen (Englisch, Französisch, Latein und Spanisch), musische Fächer, gesellschaftswissenschaftliche Fächer sowie Mathematik und Naturwissenschaften bilden vier gleich wichtige Säulen des Schullebens.
Die Schule ist ein Gymnasium mit gymnasialer Oberstufe. Seit dem Schuljahr 2015/16 wurde das Dalton-Schulsystem zunächst nur in den Klassen 5 bis 8 und 10 eingeführt und später auf alle Klassen erweitert.

### Die Mittelstufe
Die Mittelstufe ist fünfzügig und hat rund 650 Lernende (Stand 2019).
Pro Klassenstufe gibt es zwei oder teilweise drei Kooperationsklassen, die mit je einer Klasse des Förderzentrums für Wahrnehmungs- und Entwicklungsförderung unterrichtlich kooperieren.
Als zweite Fremdsprache ab Klassenstufe 6 besteht die Wahl zwischen Spanisch, Französisch und Latein.
Angebote für den Wahlpflichtbereich für die Klassenstufen 8 und 9 sind:
- Informatik, Kunst, Politik
- Kunst, Musik, Darstellendes Spiel
- Gesellschaftslehre als integriertes Fach aus Geographie, Geschichte, Politik und Wirtschaftslehre
- Junior-Ingenieur-Akademie: Mathematik, Physik, Biologie und Chemie.
- Die Drei ??? (Fördern): Mathematik, Englisch und Deutsch
- Medien

In den Klassenstufen 5 bis 10 gibt es Kursangebote für das Fach Darstellendes Spiel sowie Kunst und Musik. In den Naturwissenschaften wird der Unterricht in einigen Jahrgangsstufen in Halbgruppen erteilt.
Die Klassenleitung in der Mittelstufe erfolgt in Zweierteams.
Für die 8. Klasse gibt es eine „Praktikumsbörse“ und in der 9. Klasse das Fach Wirtschaft-Arbeit-Technik(WAT) und es wird ein Betriebspraktikum durchgeführt.

### Die Oberstufe
Die Oberstufe ist fünfzügig und hat rund 250 Lernende (Stand 2019).
Das Gymnasium Vegesack ist der Oberstufenstandort für Bremen-Nord für das Leistungsfach Musik sowie für das Grundfach Latein.
In der Oberstufe können die Schülerinnen und Schüler, auf Grund der Erfahrungen seit 1998, entsprechend ihrer Neigung zwischen fünf verschiedenen Oberstufen-Profilen in festen Lerngruppen wählen:
| Profil | Name                             | 1. LK               | 1. GK      | 2. GK               |
| ------ | -------------------------------- | ------------------- | ---------- | ------------------- |
| A      | Page & Stage                     | Englisch            | Geschichte | Darstellendes Spiel |
| B      | Global Studies / Lebensraum Erde | Geografie           | Englisch   | Politik             |
| C      | Dem Menschen auf der Spur        | Biologie            | Geografie  | Kunst               |
| D      | Öffentlichkeit als Bühne         | Deutsch             | Politik    | Darstellendes Spiel |
| E      | Grenzen Überwinden               | Mathematik & Physik | Wirtschaft | Englisch            |

Davon haben die vier Bereiche Sprachen, musische Fächer, Gesellschaftswissenschaften und Mathematik / Naturwissenschaften einen gleichberechtigten Stellenwert.

### Allgemeines
- Das Gymnasium nimmt seit 2009 am Projekt der Junior-Ingenieur-Akademie für naturwissenschaftlich und technisch interessierte und talentierte Schülerinnen und Schüler teil.
- Die Teilnahme an nationalen und internationalen Sprachwettbewerben, Sportwettbewerben und im Mathematikbereich wird gefördert.
- Es gibt Rechnerarbeitsplätze für alle Schulangehörige.
- Es bestehen eine Cafeteria und seit 2006 die Mensa
- Klassenfahrten, Kursfahrten und Studienfahrten werden ausgerichtet.
- Vielfältige sportliche Veranstaltungen finden statt.
- Für alle Schüler der Schule besteht die Möglichkeit, in einem Schulchor zu singen.
- Eine Musical- und Theatergruppe und die Instrumentalgruppe sind aktiv.
- Schulfest, Spiel- und Sommerfest werden ausgerichtet.
- Der internationale Austausch (u. a. Alaska- und Mallorca-Austausch) wird gepflegt.

### Gebäude
Es wird in fünf Gebäuden auf einem Gelände (Campus) unterrichtet: Altbau, Neubau, Dependance, Förderzentrum und Sporthalle.

## Geschichte

### Erste Anfänge
1823 entstand eine evangelisch-unierte Kirchschule und 1827 konnte in der Klasse für sprachlichen Unterricht mit dem Unterricht als Lateinschule an der damals zweiklassigen Volksschule begonnen werden. 1829 entstand das neue Schulhaus an der Ecke Breite Straße und Oststraße (heute Kirchheide). Bis 1840 wurde in der höheren Schulklasse von einem Lehrer 11 bis 26 Schüler unterrichtet. Viele Schüler verließen nach ihrer Konfirmation die Schule. Zunehmend mehr Schüler setzten ihre Schulausbildung jedoch am Gymnasium in Bremen fort. Aus der Kirchschule entwickelte sich um 1858 eine Höhere Bürgerschule mit vier bis fünf Klassen und mit einem Vorsteher und vier Lehrern, von denen zwei eine Universitätsausbildung hatten. 1863 erfolgte die Trennung der Volksschule von der Bürgerschule.
1869 erfolgten die Gründung der Realschule II. Ordnung. Damit hatte Vegesack seine erste höhere Schule. Die Schule hatte 126, dann rund 150 Schüler und unterrichtete seit 1869 Latein. Seit 1874 erfolgte der Ausbau zu einer Realschule I. Ordnung. 1882 führte die Schule den Namen Realgymnasium zu Vegesack. Sie hatte 1892 in neun Klassen von Septima (Vorklasse) bis Prima 135 Schüler.

### 1899 bis 1945
1899 wurde der Frankfurter Lehrplan eingeführt, mit Französisch als erste Fremdsprache, Latein und Englisch. Die Schülerzahl wuchs von rund 140 bis 150 um die Jahrhundertwende auf 270 bis 292.
1919/20 belief sich die Schülerzahl auf 244. Das Realgymnasium und das Vegesacker Lyzeum erwarben um 1932 das Schullandheim Badenstedt bei Zeven. Diese höhere Schulen wurden 1937 Oberschulen benannt. 1938 erhielt diese Schule den Namen Gerhard-Rohlfs-Schule, Oberschule für Jungen.

### 1945 bis 1976/77
Anfang 1946 wurde diese Schule von der Militärregierung der Amerikaner freigegeben. Die Gerhard-Rohlfs-Schule wurde wieder betrieben. Die Höheren Schulen wurde ab Klasse 7, auch als Oberschule Zweig D genannt. Die Gerhard-Rohlfs-Schule richtete traditionsgemäß den neusprachlichen und den mathematisch-naturwissenschaftlichen Zweig ein.
1949 waren 505 Schüler in 16 Klassen und 24 Pädagogen an der Schule; 1955 waren es 540 Schüler.
Das seit 1957 so bezeichnete Gerhard-Rohlfs-Gymnasium führte die Koedukation, also der gemeinsame Schulbesuch von Jungen und Mädchen, ein. 1957/58 waren 650 Schüler in 22 Klassen an der Schule und 1958/59 bereits 749 Schüler in 25 Klassen, davon 113 Mädchen.
Die Schülerzahl stieg ständig weiter: 1967 waren es 1145 Schüler in 41 Klassen, darunter 427 Mädchen. Notunterkünfte im Ortsamt, in Jugendheimen und in sechs Mobilbauklassen mussten eingerichtet werden. Zur Entlastung der Schulsituation in Bremen-Nord wurde ab 1967 das Gymnasium Blumenthal in Bremen – Blumenthal eingerichtet, das ab 1970 mehr als 1300 Schülerinnen und Schüler aufnahm.

### Seit 1976 bis heute
Durch die Bremer Schulreformen von 1975 wurde 1976/77 das Gerhard-Rohlfs-Gymnasium aufgeteilt und es entstand daraus
- das Gerhard-Rohlfs-Schulzentrum des Sekundarbereichs I in den bisherigen Gebäuden an der Breiten Straße sowie
- das Schulzentrum des Sekundarbereichs II  an der Kerschensteinerstraße mit einem Gymnasium und mit der Beruflichen Schule für Metall und Elektrotechnik, Kerschensteinerstraße 5.

1993 wurde das Schulzentrum des Sekundarbereichs II weiter aufgeteilt. Der berufsbildende Teil behielt den Namen, der durchgehend allgemeinbildende Teil trägt seitdem den Namen Gymnasium Vegesack. 1998/99 wurde eine inhaltlich themenorientierte Profil-Oberstufe entwickelt. Die Fächerpakete für Leistungskurse und Grundkurse sollten einen fächerübergreifenden Unterricht ermöglichen. Seit 2002 gibt es einen IT-Plan für die Informationstechnik. 2007 wurde ein Schulprogramm vorgelegt.

## Vereine für die Schule
- Der Verein Vegesacker Gymnasiasten (VVG) existiert seit 1919 und nannte sich 1919 Verein Ehemaliger Realgymnasiasten, später waren die Mitglieder Ehemalige des Gerhard – Rohlfs – Gymnasiums oder der Sek II – Vegesack. Seit 1995 trägt der Verein seinen heutigen Namen. Er hatte um 2010 um die 400 Mitglieder.
- Der Schulverein des Gymnasiums Vegesack besteht seit 1995 und hat 380 Mitglieder[4] (Stand 2019).

## Bekannte Schulangehörige
Alphabetisch geordnet
- Malte Battefeld, Jakob Köhler und Torben Otten – Gründer der Hip-Hop-Formation De fofftig Penns[5]
- Johanna Borchert (* 1983), Jazzpianistin und Gewinnerin des Echo Jazz
- Jan Böhmermann (* 1981), Hörfunk- und Fernsehmoderator, Satiriker, Filmproduzent und Autor
- Wiebke Winter (* 1996), deutsche Politikerin (CDU)